# 強烈熱帶風暴琳達 (1997年)
強烈熱帶風暴琳達 (英語：Severe Tropical Storm Linda) 是1997年太平洋颱風季的一個熱帶氣旋。強烈熱帶風暴琳達在越南和泰国造成嚴重災害。
| 地區   | 死亡    |
| ------ | ------- |
| 菲律賓 | 2人     |
| 越南   | 3,070人 |
| 泰國   | 42人    |
| 總數   | 3,123人 |